# Notre-Dame-des-Landes
 Notre-Dame-des-Landes  es una población y comuna francesa, situada en la región de Países del Loira, departamento de Loira Atlántico, en el distrito de Châteaubriant y cantón de Blain.

## Demografía
| 1187 | 1127 | 1112 | 1274 | 1527 | 1649 |
| Para los censos de 1962 a 1999 la población legal corresponde a la población sin duplicidades (Fuente: INSEE [Consultar]) |      |      |      |      |      |

## Urbanismo
Desde mediados de 1960 se prevé la creación del aeropuerto Grand Ouest al sur de la ciudad de Notre-Dame-des-Landes. El 15 de octubre de 2003, el Gobierno acordó iniciar los estudios para la declaración del procedimiento de utilidad pública de este aeropuerto. El Decreto de Utilidad se publicó en el Diario Oficial de 10 de febrero de 2008.
Este proyecto es apoyado por algunos políticos influyentes y grupos políticos como el Partido Socialista y los grupos UMP y otros grupos de interés económicos, que lo ven como una palanca para el desarrollo económico de la región. No obstante, gran parte de la ciudadanía está en contra del proyecto, así como funcionarios locales, un sindicato agrario (Confédération Paysanne), grupos de defensa y asociaciones medio ambientales, grupos políticos (Verdes, Modem, La Alternativa, Partido Gauche). Los opositores al proyecto consideran que es contrario a las normas de transporte aéreo, destruye las tierras agrícolas, acaba con especies autóctonas como el tritón crêté (Tritón crestado) y aumenta tantos los impuestos locales como el efecto invernadero. Además, consideran que es innecesaria la construcción de un nuevo aeropuerto, ya que existen otros en la región, como aeropuerto de Nantes Atlantique, que es el de mayor tráfico aéreo del oeste de Francia y en 2011 fue galardonado como el mejor aeropuerto europeo. Para evitar que comenzaran las obras que van a destruir más de 200 hectáreas en la región de Notre-Dame-des-Landes, planificadas en una zona de humedales, se ocupó a partir de 2008 dando lugar a lo que se conoce como la zone à défendre  y se han generado distintas estrategias de resistencia por parte de los habitantes locales, partidos y activistas.